# 出雲福徳神社
出雲福徳神社（いずもふくとくじんじゃ）は、岐阜県中津川市坂下639（旧・坂下町）に鎮座する神社。坂下出雲福徳神社ともいう。
大国主神を祀る。

## 概況
1932年（昭和7年）、島根県の出雲大社より分霊し、この地に鎮座する。
1995年（平成7年）、高さ約2.2mの恵比寿、大黒の石像を祀る。
基本的には無人の神社であるが、毎年1月5日に「えびす大祭」が行なわれ、商売繁盛、金運上昇を願う参拝者で賑わう。この時のみ社務所が開かれ、様々なお守り、縁起物が出される。
境内にある金精神社の神体は、1982年（昭和57年）頃、近くの河川改修工事の際発掘された石の像で、縄文時代の家屋の屋根に付けられた物という。形は男性の生殖器である。

## 金運上昇
この数年、出雲福徳神社に参拝し、恵比寿様と大黒様の石像のお腹をさわって願いをかけると宝くじがあたるという評判がたっている。このことが口コミや雑誌、インターネットで話題となり、県内外からの参拝者がある。事実当選者のお礼の手紙が多いという。
基本的に無人の神社なので、前記のとおり社務所が開くのは年に1回のみである。但し、最近は土日に社務所が開かれているようである（何時ひらかれるかは確認が必要）。縁起物の一部は、近くの道の駅“きりら坂下”で手に入れることが可能。

## 備考
出雲福徳神社の境内は、元々坂下神社の境内の一部であった。現在もこの2つの神社は隣接している。